# Ptilocichla falcata
Ptilocichla falcata е вид птица от семейство Pellorneidae. Видът е световно застрашен, със статут Уязвим.

## Разпространение
Видът е разпространен във Филипините.